# Atletica leggera ai Giochi della XV Olimpiade - Getto del peso femminile

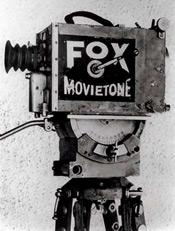
Video della Finale (durata 27")

La competizione del getto del peso femminile di atletica leggera ai Giochi della XV Olimpiade si è disputata il giorno 26 luglio 1952 allo stadio olimpico di Helsinki.

## L'eccellenza mondiale
| Camp.ssa olimpica 1948    | 13,75      | Micheline Ostermeyer | Ritir. 1951 |
| Camp.ssa europea 1950     | 14,32      | Anna Andrejeva       | Assente     |
| Miglior prest.ne mondiale | 15,19 1952 | Galina Zybina        | Presente    |

## Risultati

### Turno eliminatorio
Qualificazione12,30 m
Quattordici atlete ottengono la misura richiesta.

La miglior prestazione appartiene a Klavdija Točënova (URS) che, con 13,88 stabilisce il nuovo record olimpico.
| Pos. | Atleta                       | Nazione          | Misura | Lanci | Lanci | Lanci |
| Pos. | Atleta                       | Nazione          | Misura | 1°    | 2°    | 3°    |
| ---- | ---------------------------- | ---------------- | ------ | ----- | ----- | ----- |
| 1    | Klavdija Točënova            | Unione Sovietica | 13,88  | 13,88 |       |       |
| 2    | Gertrud Kille                | Germania         | 13,71  | 13,71 |       |       |
| 3    | Galina Zybina                | Unione Sovietica | 13,66  | 13,66 |       |       |
| 4    | Marianne Werner              | Germania         | 13,62  | 13,62 |       |       |
| 5    | Marija Radosavljević         | Jugoslavia       | 13,15  | 13,15 |       |       |
| 6    | Magdalena Breguła            | Polonia          | 13,05  | 13,05 |       |       |
| 7    | Paulette Veste               | Francia          | 12,91  | 11,81 | 11,94 | 12,91 |
| 8    | Tamara Tyškevič              | Unione Sovietica | 12,76  | 12,76 |       |       |
| 9    | Eivor Olson                  | Svezia           | 12,70  | 11,89 | 11,89 | 12,70 |
| 10   | Yvette Williams              | Nuova Zelanda    | 12,64  | 11,26 | 12,64 |       |
| 11   | Dorothea Kreß                | Germania         | 12,57  | 12,06 | 12,57 |       |
| 12   | Jaroslava Křítková-Komárková | Cecoslovacchia   | 12,57  | 12,57 |       |       |
| 12   | Meeri Saari                  | Finlandia        | 12,57  | 12,57 |       |       |
| 14   | Nada Kotlušek                | Jugoslavia       | 12,35  | 12,35 |       |       |
| 15   | Ingeborg Pfüller             | Argentina        | 11,85  | 11,42 | 11,85 | 11,30 |
| 16   | Elżbieta Krysińska           | Polonia          | 11,50  | 10,76 | 10,71 | 11,50 |
| 17   | Gretel Bolliger              | Svizzera         | 11,48  | 11,29 | 10,84 | 11,48 |
| 18   | Janet Dicks                  | Stati Uniti      | 11,44  | 10,82 | n     | 11,44 |
| 19   | Ingeborg Mello               | Argentina        | 10,82  | 10,82 | 9,97  | 10,33 |
| 20   | Choi Myeong-Suk              | Corea del Sud    | 10,76  | 10,54 | 10,32 | 10,76 |

### Finale
Sono strafavorite le russe: la distanza tra loro e la prima del resto del mondo è di mezzo metro.

Al primo turno la Zybina annichilisce le avversarie con un lancio a 15 metri esatti. Scava un fossato profondo 60 cm tra sé e le avversarie. Nel resto della gara esegue dei lanci di riscaldamento attorno ai 14,50 metri.

Intanto si sviluppa la gara delle altre. Le connazionali Tochenova e Tishkevich hanno effettuato un primo lancio della stessa misura: 14,42. Al terzo turno la Tochenova si migliora a 14,50, mentre la connazionale non trova più confidenza con la pedana.

All'ultimo turno avvengono due sorprese. La tedesca Werner si issa al secondo posto con 14,57. Poco dopo la Zybina (già prima) si supera scagliando la palla di ferro a 15,28: è nuovo record del mondo. La Tochenova tenta una reazione ma si ferma a 14,35 e si deve accontentare del bronzo.
| Pos.    | Atleta                       | Età | Nazione          | Misura | Lanci | Lanci | Lanci | Lanci | Lanci | Lanci |
| Pos.    | Atleta                       | Età | Nazione          | Misura | 1°    | 2°    | 3°    | 4°    | 5°    | 6°    |
| ------- | ---------------------------- | --- | ---------------- | ------ | ----- | ----- | ----- | ----- | ----- | ----- |
| Oro     | Galina Zybina                | 21  | Unione Sovietica | 15,28  | 15,00 | 14,58 | 14,04 | 14,55 | 14,33 | 15,28 |
| Argento | Marianne Werner              | 28  | Germania         | 14,57  | 13,89 | 13,91 | n     | n     | 14,04 | 14,57 |
| Bronzo  | Klavdija Točënova            | 30  | Unione Sovietica | 14,50  | 14,42 | n     | 14,50 | 14,00 | 14,06 | 14,35 |
| 4       | Tamara Tyškevič              | 21  | Unione Sovietica | 14,42  | 14,42 | 14,13 | 13,57 | 13,77 | 13,45 | 13,88 |
| 5       | Gertrud Kille                | 27  | Germania         | 13,84  | n     | 12,49 | 13,84 | 14,11 | 13,74 | 13,84 |
| 6       | Yvette Williams              | 23  | Nuova Zelanda    | 13,35  | 12,27 | 11,54 | 13,35 | 12,68 | 12,28 | 11,73 |
| 7       | Marija Radosavljević         | 24  | Jugoslavia       | 13,30  | 13,23 | n     | 13,30 |       |       |       |
| 8       | Meeri Saari                  | 26  | Finlandia        | 13,02  | 12,05 | 12,61 | 13,02 |       |       |       |
| 9       | Paulette Veste               | 24  | Francia          | 12,96  | 12,96 | 12,23 | 12,88 |       |       |       |
| 10      | Magdalena Breguła            | 31  | Polonia          | 12,93  | n     | 12,93 | 12,93 |       |       |       |
| 11      | Dorothea Kreß                | 27  | Germania         | 12,91  | 12,91 | 12,52 | 12,61 |       |       |       |
| 12      | Jaroslava Křítková-Komárková | 25  | Cecoslovacchia   | 12,73  | 12,18 | 12,59 | 12,73 |       |       |       |
| 13      | Eivor Olson                  | 29  | Svezia           | 12,46  | 12,46 | 11,28 | 12,05 |       |       |       |
| 14      | Nada Kotlušek                | 17  | Jugoslavia       | 11,98  | 11,98 | n     | 11,76 |       |       |       |